# Câmara Municipal de Gouda
A Câmara Municipal de Gouda está localizada no Markt . A prefeitura do século XV é um edifício histórico de estilo gótico flamegante e renascentista mais antigos da Holanda classificada como rijksmonument. Foi sede "oficial" do município até ao verão de 2012 , altura em que foi substituída nas suas funções por uma nova Câmara Municipal, embora muitos das suas funções de organismo público já tinha sido descativada durante o século XX. Até 1860 , foi o local em frente ao qual eram executadas as sentenças de morte.  Foi construída em 1448 e e 1459 e projetada por Jan III Keldermans.

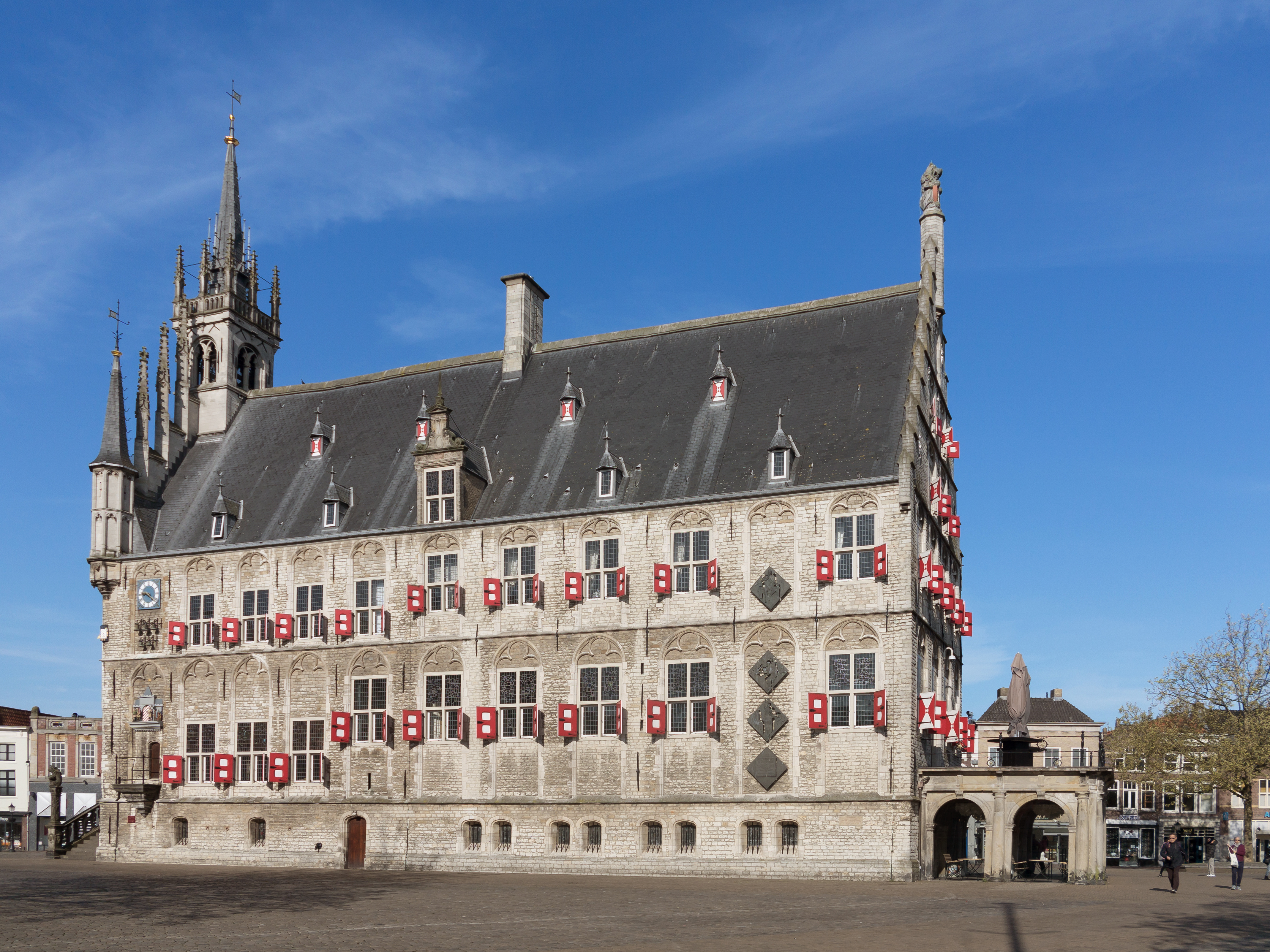
A antiga Câmara Municipal
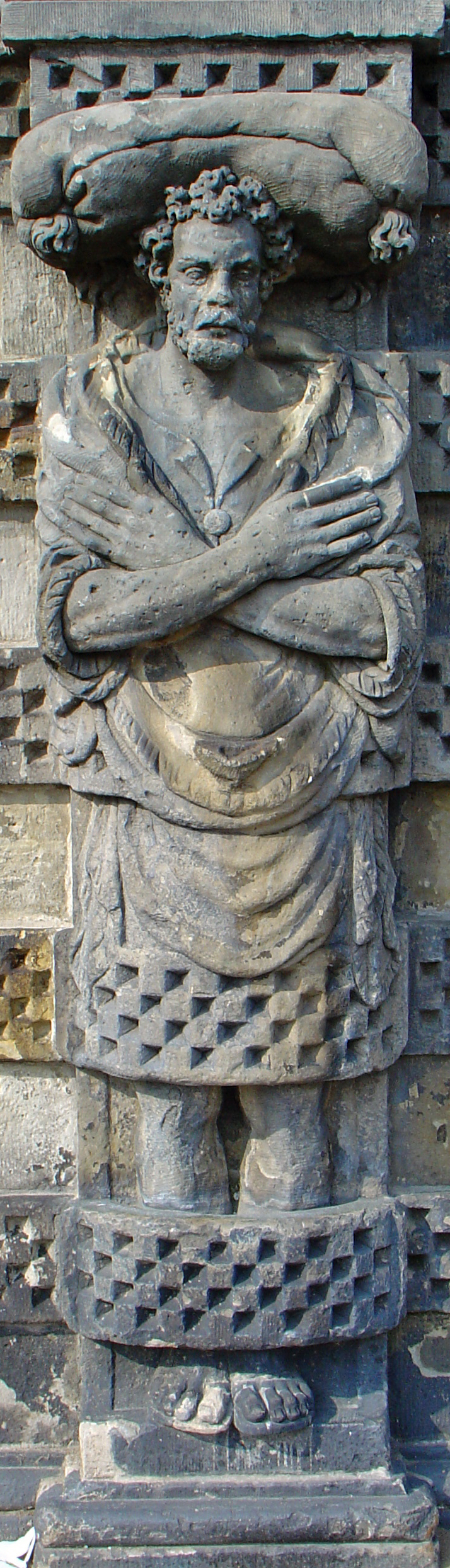
Imagem da plataforma à esquerda
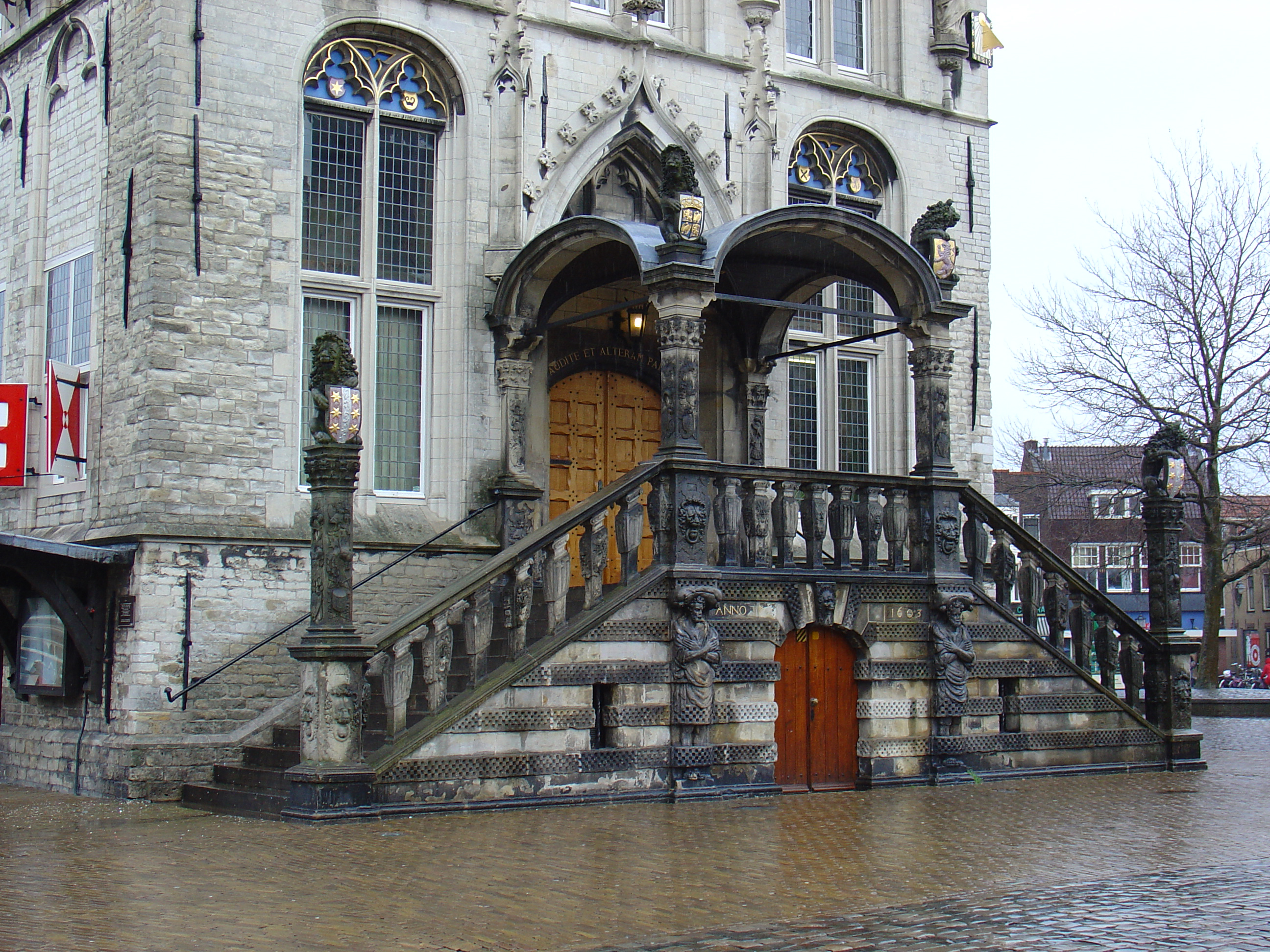
Plataforma da Câmara Municipal, construída em 1603 por Gregorius Cool
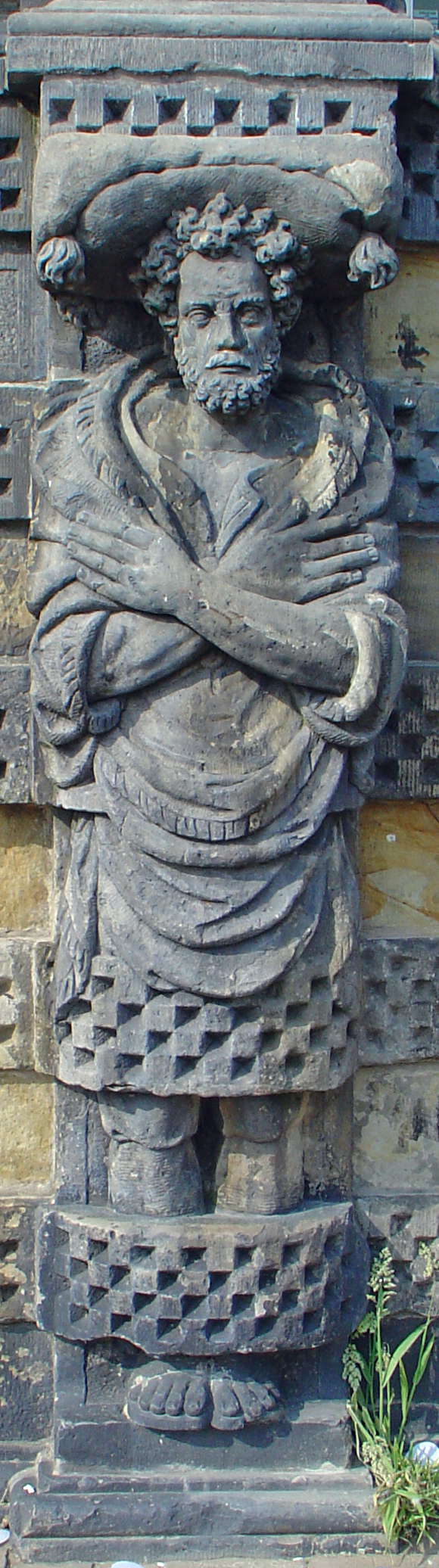
Imagem da plataforma à direita
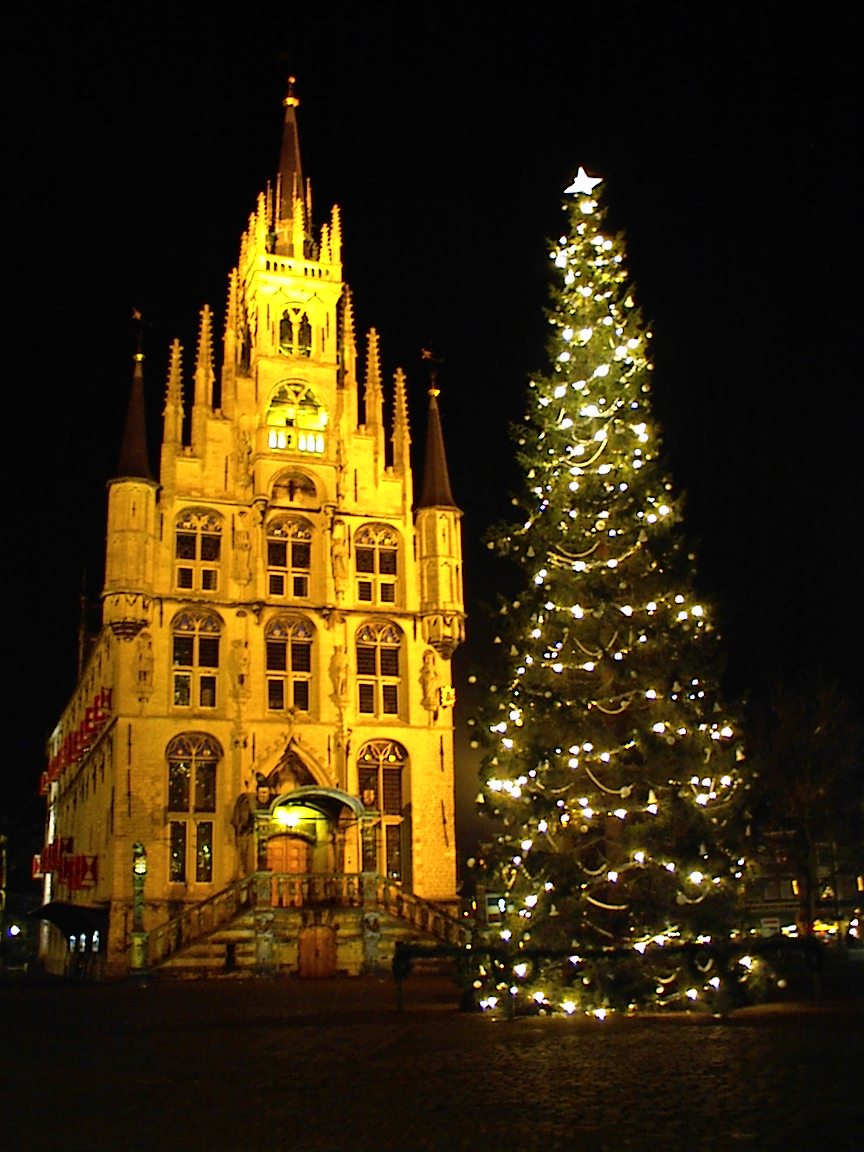
Noite de velas
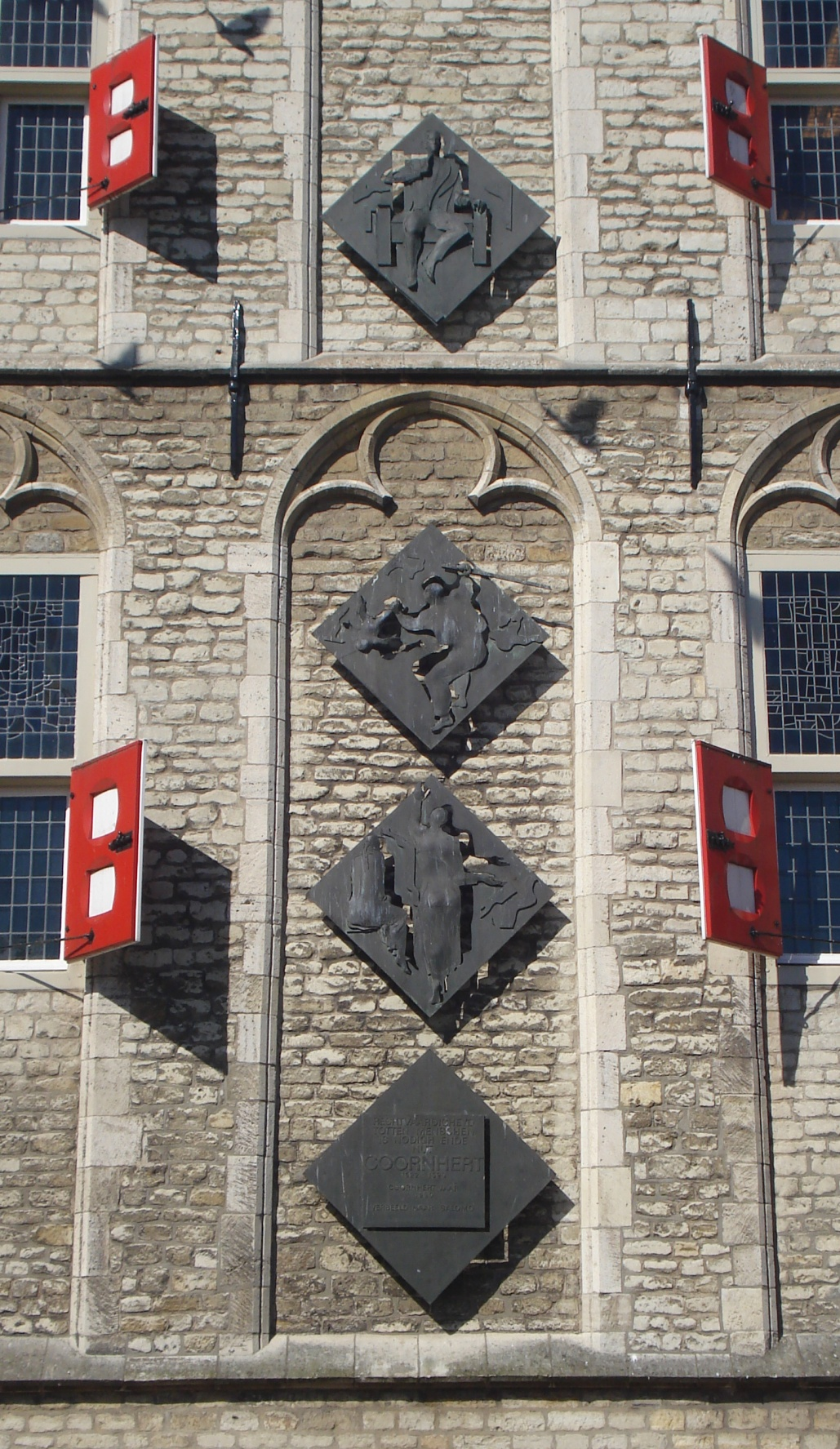
O julgamento de Salomão
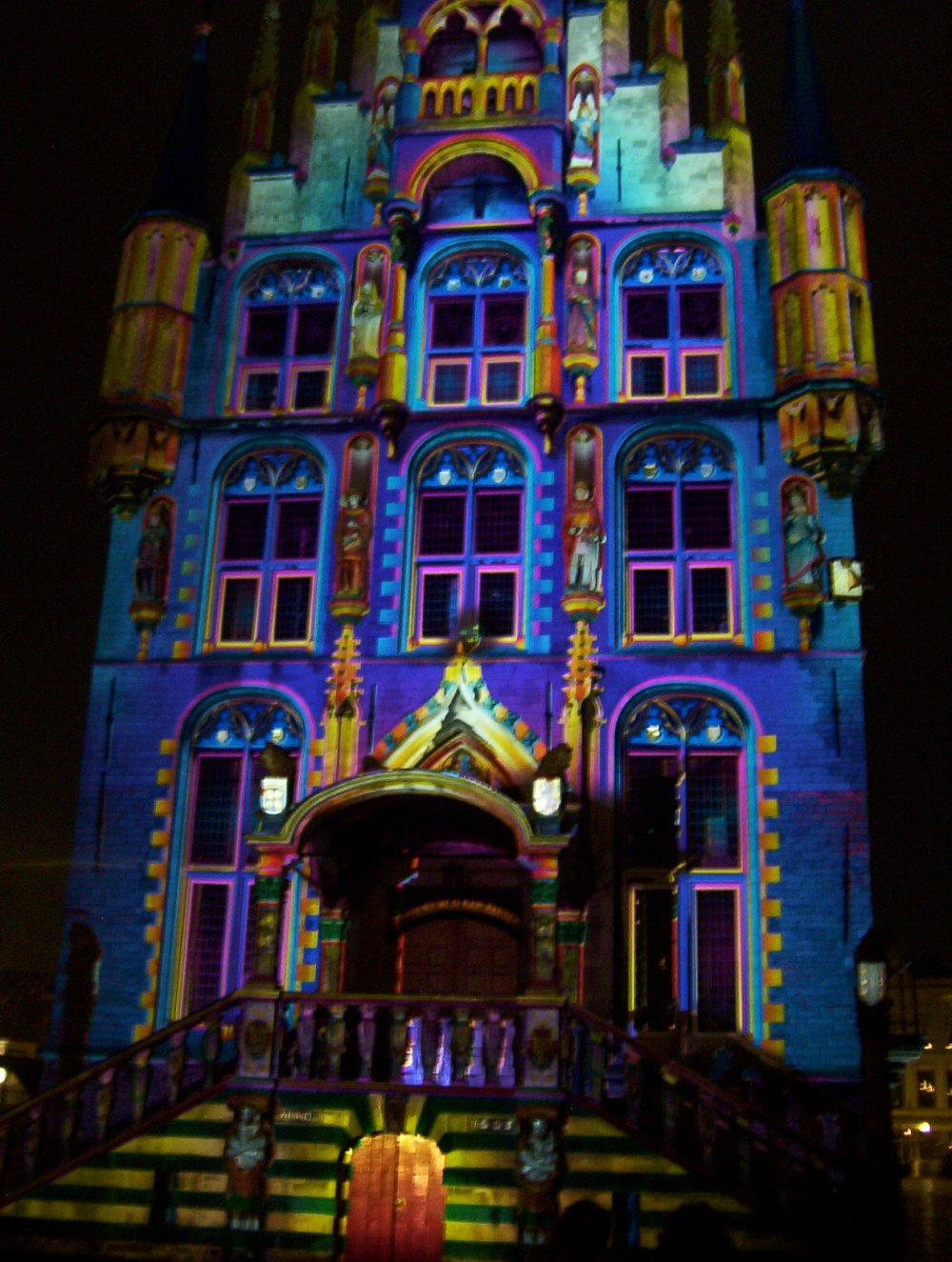
Gouda sob luz artificial, projeto de Patrice Warrener
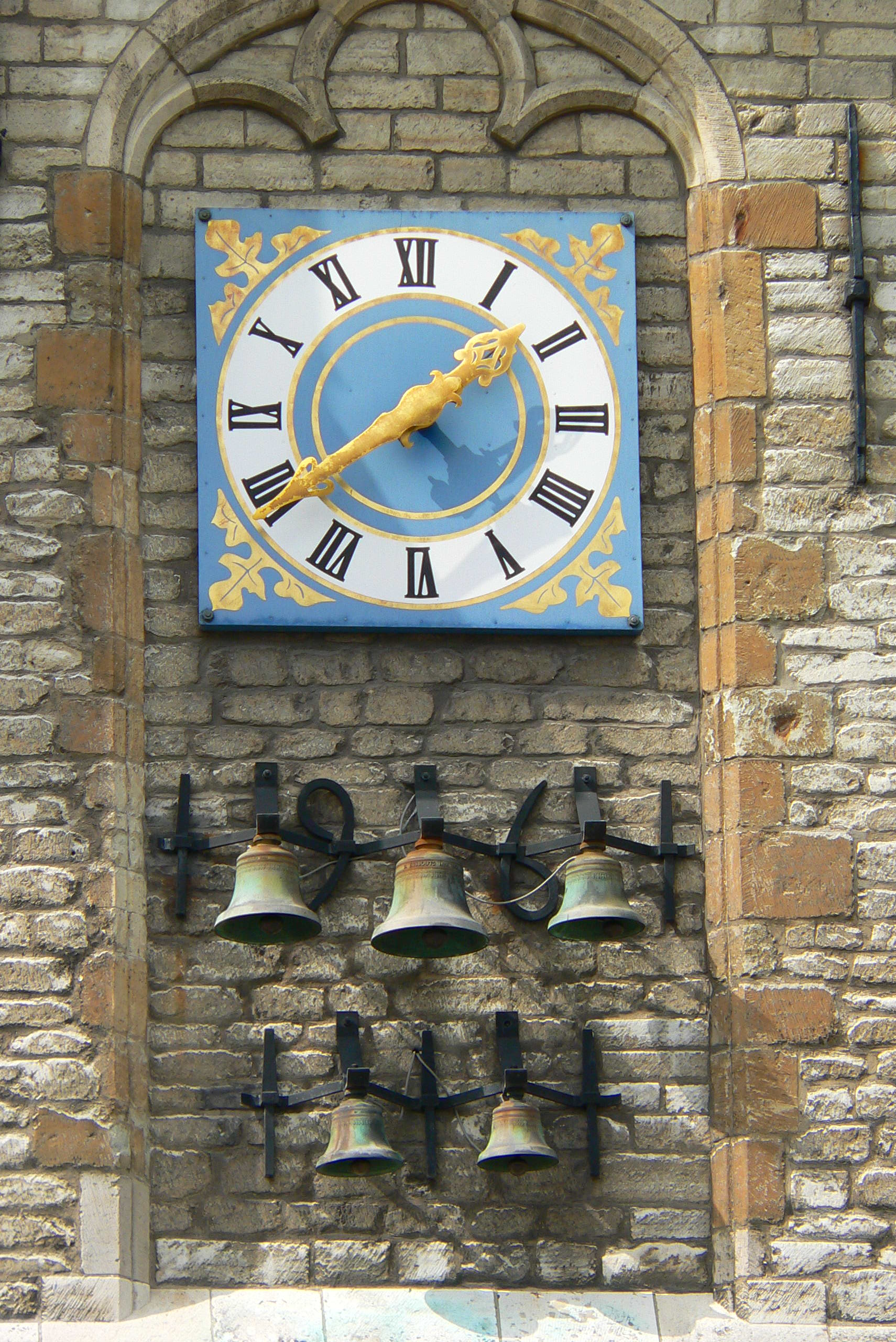
Os sinos no lado leste da prefeitura
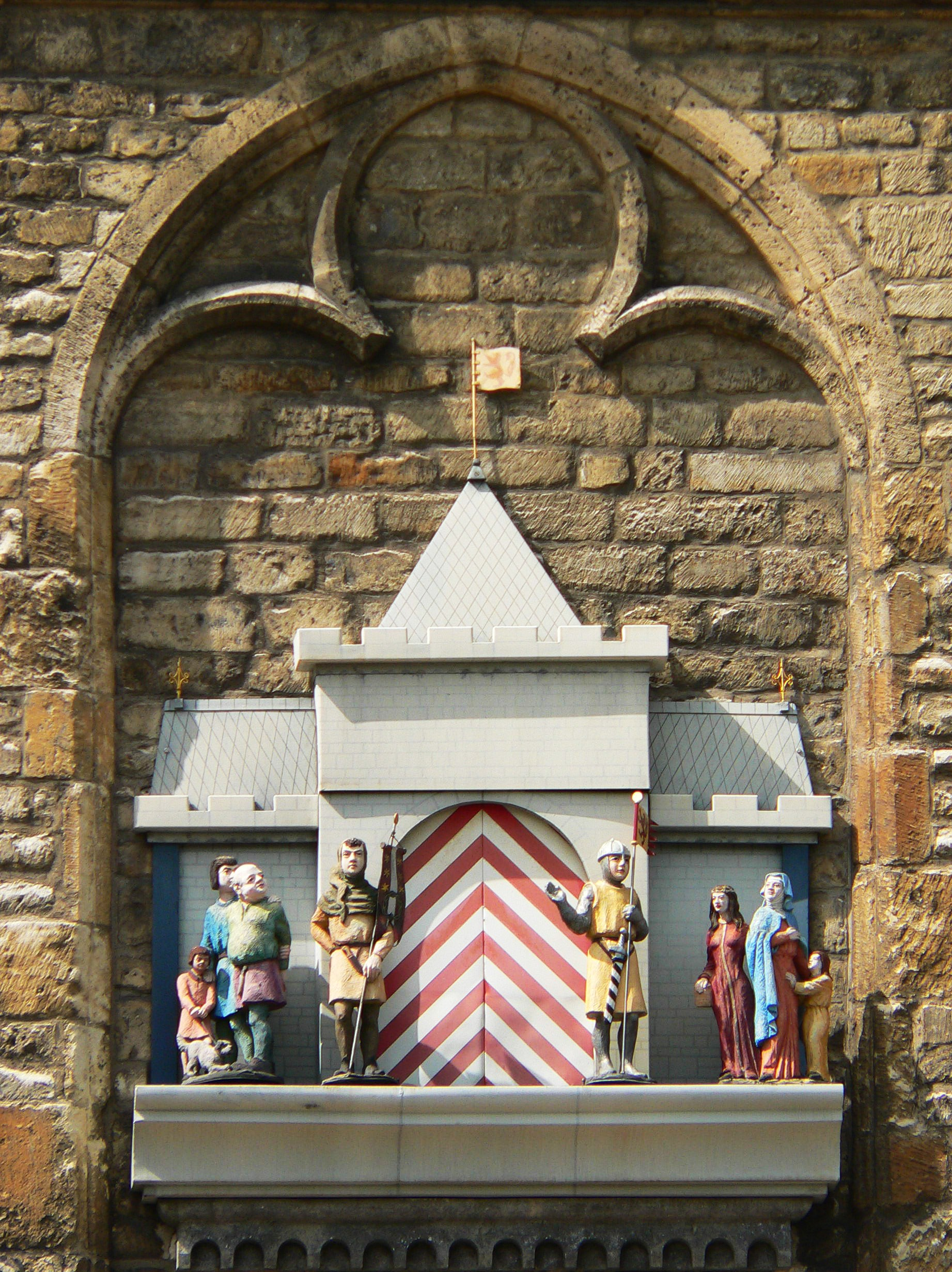
O teatro de marionetes nos sinos
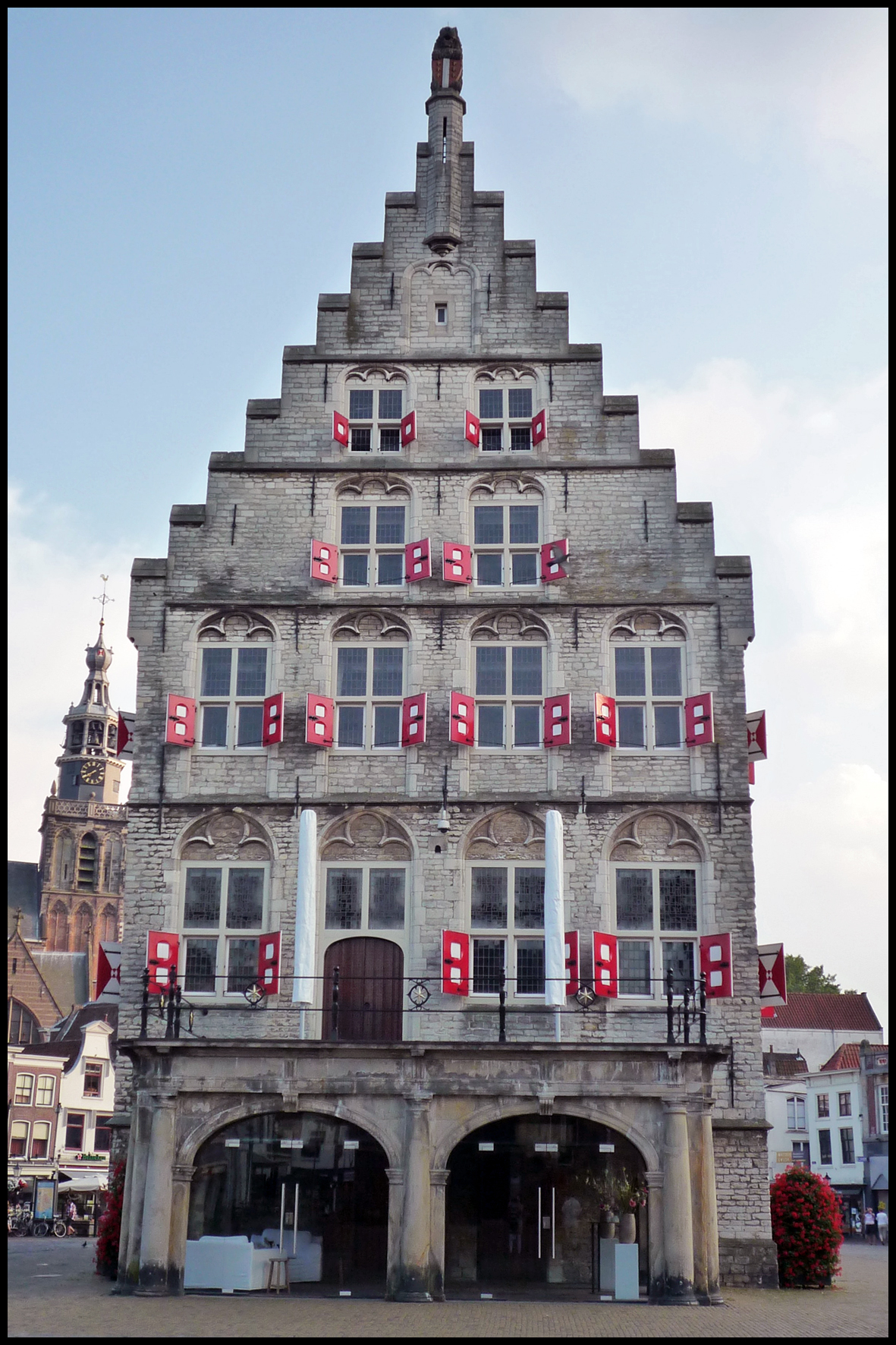
Fachada traseira com andaime
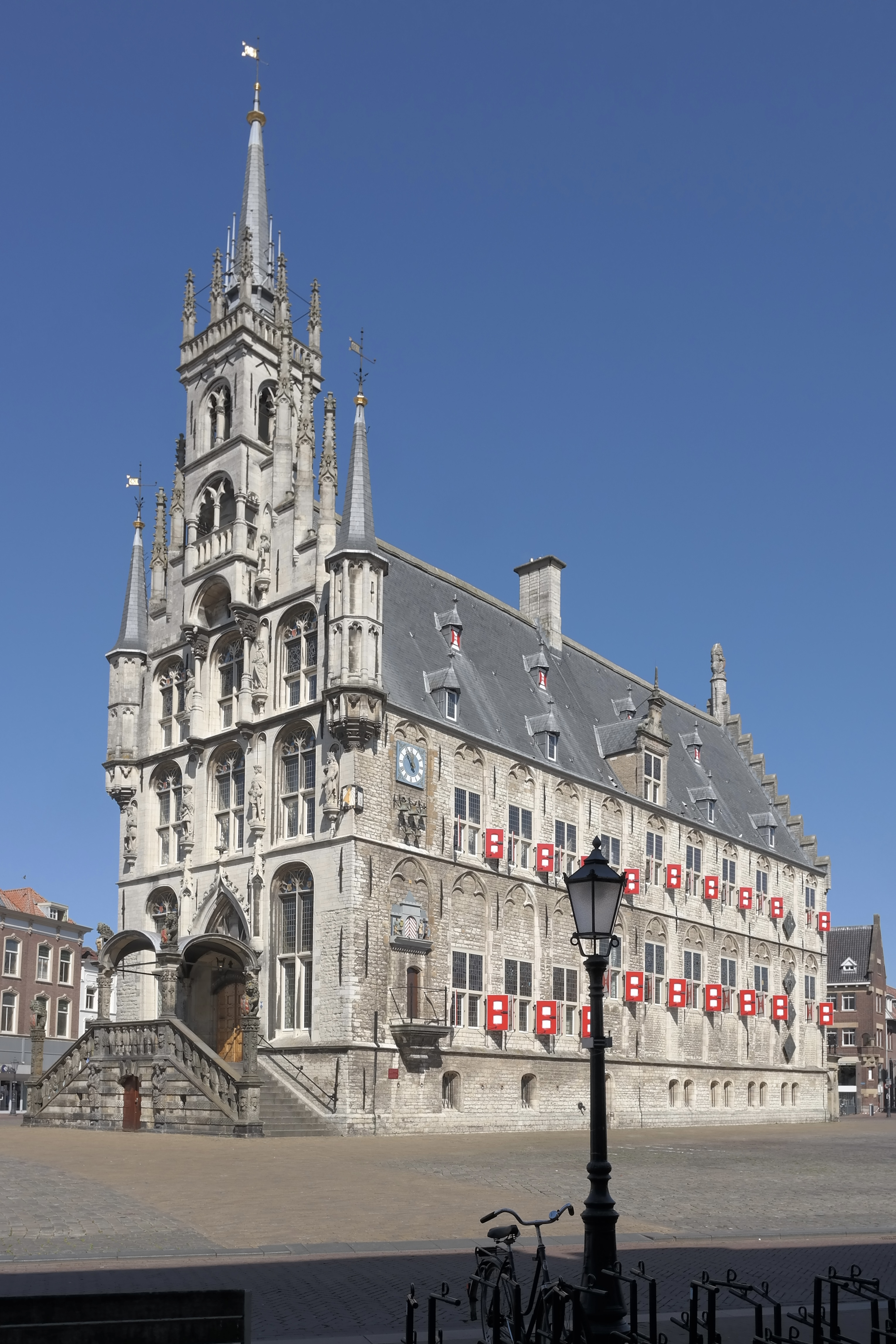
A prefeitura em um mercado deserto durante a crise corona